# Autobus Atac Fiat 656
Il Fiat 656 è stato un modello di autobus italiano, prodotto dalla FIAT appositamente per la rete autobus di Roma tra il 1933 e il 1942.
Le vetture, inizialmente assegnate alla rimessa di Trastevere, sono poi state smistate nei vari depositi della Capitale, prestando servizio fino al 1957. Una vettura, la 3523, è stata riconvertita in autocarro per il trasporto dell'orchestra filarmonica dell'azienda.

## Storia

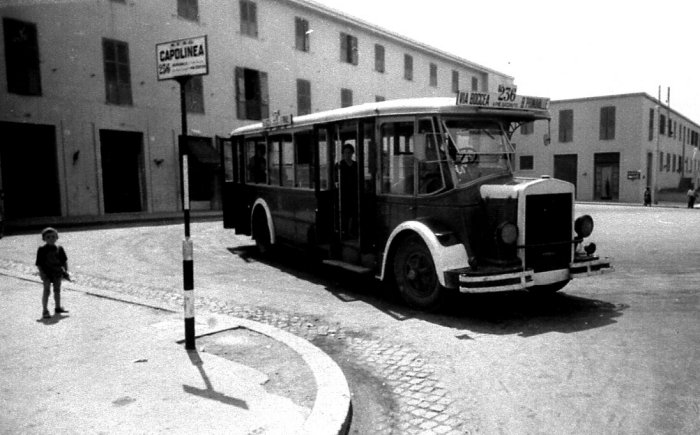
Vettura con carrozzeria FIAT al capolinea di via Sant'Igino Papa (Primavalle)

Nell'agosto 1933 la FIAT fornisce all'ATAG di Roma un prototipo di autobus, denominato 656-RNL, equipaggiato con motore 356 da 105 CV e a 2 assi. Tale prototipo, poi riconsegnato alla FIAT, sarà seguito da altri 37 esemplari (immatricolati dispari 1501-1573), montati su telaio 656-RN la cui carrozzeria è stata prodotta e montata in proprio dall'azienda automobilistica torinese, consegnati a partire dal dicembre 1934.
Viene prodotta anche una versione alimentata a gassogeno a legna con sistema Nostrum nel 1936, tuttavia già nel 1940 queste vetture sono state convertite ad alimentazione diesel come il precedente lotto.
Nell'aprile 1940 un terzo gruppo da 10 esemplari è stato consegnato alla municipalizzata del Governatorato. Questo lotto, immatricolato in numeri dispari tra 1575 e 1593, è composto da 6 vetture su telaio 656-RNL, carrozzate dalla torinese Garavini, che ingloba posto guida e vano motore, mentre le rimanenti 4 mantengono le medesime caratteristiche delle precedenti.
Gli ultimi due gruppi vengono acquistati nel 1940 e nel 1942, mantenendo le caratteristiche dei lotti precedenti, fatta eccezione per il numero di assi che passa a 3, e venendo carrozzate da Viberti e Garavini.
Con l'ingresso dell'Italia nella seconda guerra mondiale nel 1940 alcune vetture sono state requisite dal Regio Esercito, mentre nel 1943 alcune sono state radiate a causa dei danni provocati dai bombardamenti alleati, mentre un gruppo di 21 vetture è stato requisito dall'esercito tedesco. Nel 1944 13 vetture sono state poi restituite all'azienda.
I Fiat 656 sono rimasti in servizio fino al 1957, fatta eccezione per la matricola 3523, riconvertita nel 1956 in autocarro attrezzato per il trasporto dell'orchestra filarmonica dell'azienda. La corsia viaggiatori della vettura fu sostituita da un cassone con coperture rimovibili contenenti le strutture necessarie per allestire il palcoscenico a semicerchio, montato da sei operai nel giro di circa 5 ore.

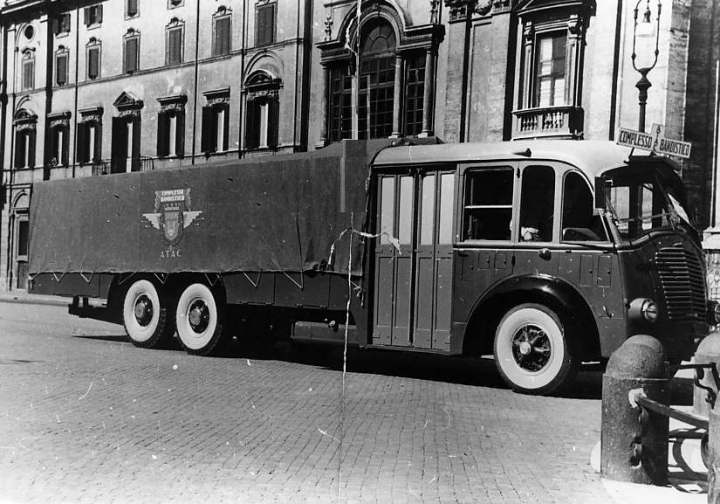
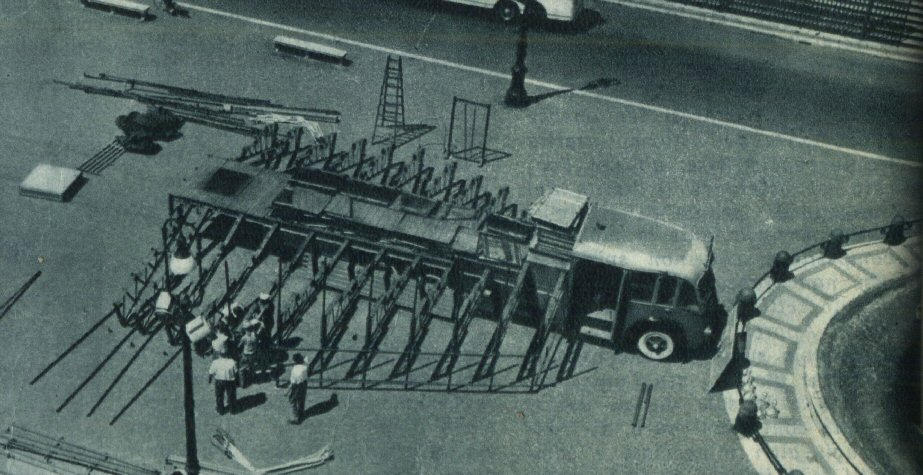
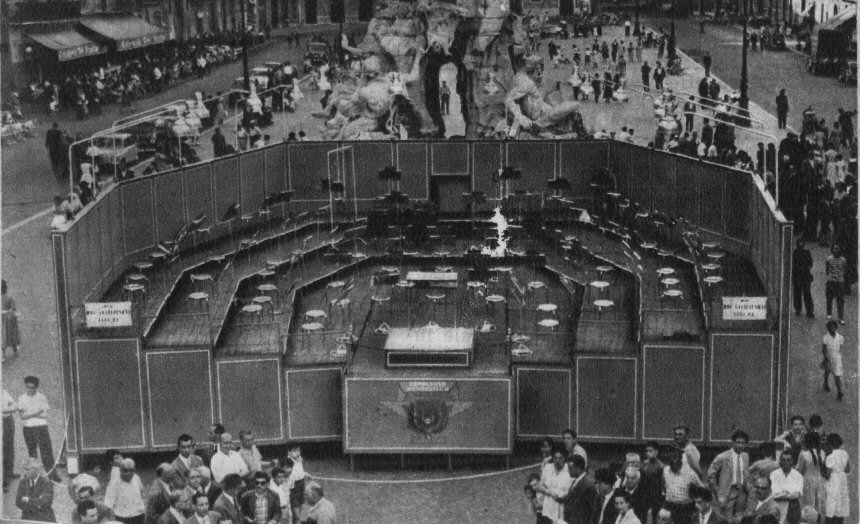

## Tecnica
Tutti i 656 diesel montano il motore Fiat 356 da 105 cavalli. Le vetture a gasogeno montano inizialmente il motore Fiat 656-G di potenza teoricamente analoga, in seguito sostituito dal 356 delle altre vetture. sono dotati di servofreno a depressione agente sulle quattro ruote; la carrozzeria è dotata di porte anteriore e posteriore a quattro antine a comando pneumatico, l'aria per il quale è fornita da un piccolo compressore azionato dal motore. Le vetture a tre assi hanno doppio ponte differenziale posteriore e freno idropneumatico Marelli (freno ad azionamento idraulico comandato ad aria compressa) agente sulle sei ruote; l'impianto pneumatico è doppio, con compressori separati per il freno e per il comando delle porte anteriore e posteriore a quattro antine.

## Versioni

### FIAT 656-RG
- Lunghezza: 9,5 m
- Alimentazione: Diesel
- Motore: FIAT 656-G da 105 CV
- Carrozzeria: FIAT

### FIAT 656-RN
- Lunghezza: 9,5 m
- Alimentazione: Diesel
- Massa a vuoto: 8 t
- Motore: FIAT 356 da 105 CV
- Carrozzeria: FIAT

### FIAT 656-RNA2
- Lunghezza: 11,9-12 m
- Alimentazione: Diesel
- Massa a vuoto: 12 t
- Motore: FIAT 356 da 105 CV
- Carrozzeria: FIAT, Viberti

### FIAT 656-RNL
- Lunghezza: 9,8-10 m
- Alimentazione: Diesel
- Massa a vuoto: 7,9-8,4 t
- Motore: FIAT 356 da 105 CV
- Carrozzeria: FIAT, Garavini

## Numerazione
Il primo prototipo, che sembra non sia mai entrato in regolare servizio, è stata immatricolato 1501, tuttavia con la sua restituzione le vetture della prima serie sono state immatricolate a numeri dispari consecutivi tra 1501 e 1573. Stesso criterio verrà adottato per le successive serie, quindi 1501-1593, 1701-1747 e 3501-3577.
| Telaio   | N° | Immatricolazione | Lunghezza | Motore               | Carrozzeria | In servizio |
| -------- | -- | ---------------- | --------- | -------------------- | ----------- | ----------- |
| 656-RG   | 24 | 1701-1747        | 9450 mm   | Gassogeno FIAT 656-G | FIAT        | 1936-1957   |
| 656-RN   | 41 | 1501-1573        | 9450 mm   | Diesel FIAT 356      | FIAT        | 1934-1957   |
| 656-RN   | 41 | 1581-1587        | 9450 mm   | Diesel FIAT 356      | FIAT        | 1940-1957   |
| 656-RNA2 | 39 | 3501-3527        | 11970 mm  | Diesel FIAT 356      | Garavini    | 1940-1957   |
| 656-RNA2 | 39 | 3529-3577        | 11900 mm  | Diesel FIAT 356      | Viberti     | 1942-1957   |
| 656-RNL  | 7  | 1501             | 10000 mm  | Diesel FIAT 356      | FIAT        | 1933        |
| 656-RNL  | 7  | 1575-1579        | 9870 mm   | Diesel FIAT 356      | Garavini    | 1940-1957   |
| 656-RNL  | 7  | 1589-1593        | 9870 mm   | Diesel FIAT 356      | Garavini    | 1940-1957   |